# Млађен Раковић
Млађен Раковић (1845−1915) био је клесар из Горачића. Један је од великих драгачевских мајстора каменорезаца, чије је занатско умеће достизало домете уметности.
Најзначајнија остварења су му споменици изгинулима у Горачићкој буни у којој је 20. фебруара 1893. године, бранећи општинску управу и самоуправу, у сукобу са српском војском погинуло 18 сељака из Горачића, Губереваца и Живице.

## Живот
Рођен је у Вичи, а живео као домазет у Горачићима где је клесао камен и свирао гајде.
Споменике и крајпуташе израђивао је од Српско-турских до Балканских ратова ширем драгачевског и трнавског среза, по доњим ариљским селима и Самаили и Врдили код Краљева.
Тешко је живео. Умро је у Живици, „суморан и чемеран”, а сахрањен на Суруџића гробљу у Горачићима, где је сачуван неугледан споменик у који је урезано:
Овде је сарањен
МЛАЂЕН Раковић
из Горачића
живи 70 г.
умро 15 марта 1915 г.
Бог да му душу прости.
Овај споменик
подиже усинак
Ранко Василијевић.
Остварио је значајан утицај на драгачевски каменорез на размеђу 19. и 20. века. Раковићеви најпознатији ученици и следбеници су: Владимир Петровић и Иван Иво Давидовић из Горачића, Милисав Танасковић из Живице и Љубомир Трипковић из Церове.

## Дело
Споменике са „капом” клесао је од живичког пешчара. Тек по неки је у форми стуба са просеченим крстом у врху, или са придодатом надгробном плочом.
С предње стране споменика обично је приказан равнокраки крст у кругу, окружен чирацима и стилизованим анђеоским крилима, док је на полеђини приказано Распеће изнад кога  урезана круна. На бочним странама споменика вијуга винова лоза која израста из бокастих ускогрлих ћупова, са представом голуба који зобље грожђе.
Често је приказивао предмете који ближе одређују узраст и личност покојника, односно његов друштвени положај: за ђаке књигу и мастионицу са пером; за младе оба пола кишобран; за војнике ратничка обележја, а за сеоске кметове и имућне сељаке штап као симболи власти. Ту су и чутуре утегнуте украсним каишевима, винске чаше, подрумски кључеви, новчаници, чибуци, луле, муштикле, дуванске кутије, а понекад и натпис који сведочи о партијској припадности: „стари радикал”.
Ликове покојника резао је у готово природној величини. Анатомски, фигуре су реалистичне. Мушкарци су високостасни, са уздигнутим раменима, рукама спуштеним низ тело и стопалима спојеним „пета уз пету”. Одевени су у старинску ношњу: извезене антерије, фермене, фесове са кићанкама итд. Понекад су видљиви и упливи градске ношње, чиме је означавао помодарство млађих сељака.
Знатно ређе клесао је женске ликове које је одевао у китњасту ношњу: наборане сукње, либада и јелеке.
Лица жена зраче чедношћу, а мушка добродушношћу и зачуђеношћу.
Фигуре су изведене је у плитком рељефу, са нешто пластичније моделованим главама. Сви остали детаљи изведени су линеарно и плошно, само описани урезаном линијом.
Првобитна полихромија још увек је присутна у траговима. Поједини споменици скорије су од стране потомака фарбани у плаво.
Научен писму на предвуковској азбуци, Раковић је започео уписивања текстова црквеном ћирилицом од које се постепено, али тешко одвајао. Слова су му натпросечне лепоте, правилна и лако читљива. Примењивао је чудну интерпункцију: реч је веома често одвајао запетама, а понекад ју је стављао иза сваке речи. Раздвајање слогова ради пеношења у нови ред означавао знаком једнакости. Ради лакшег читања, можда и ради повећања ликовне привлачности, речи је наизменично бојио.
Неке изразе позајмљивао је из Поменика Милана Ђ. Милићевића. Епитафе страдалима у Горачићкој буни написао је парохијски свештеник Арсеније Ћендић, родом из Губереваца, који све жртве и опојао. Текстови се одликује узвишеношћу, са обавезним поруком: нема живота без слободе.
Благо оном који ваком смрћу умре.
Лака земљо која га покриваш,
својом те је откупио крвљу.
На споменицима се најчешће потписивао са:
писа Млађен: Раковић
из Горачића с. р.

## Епитафи
Натписе најчешће је почињао дозивима:
О љубезни српски роде,
умољено стани мало овде,
да разумеш кога ова ладна плоча крије.
Споменик Ристу Плазини (†1880) (Губеревци – Плазинића гробље)
Овде тико почива
раб божи
РИСТО ПЛАЗИНА
из губереваца
кои чесно поживи 60: г.
а престависе
16 Септембра: у 1880: г.
Бог да му душу прости
оваи му над: гробни знак ударише
поп Миаило парок милатовачки:
и милорад и раденко:
поштовани синови его
писа Млађен: Раковић
из Горачића с р
Споменик Станики Петровић (†1883) (Горачићи – Јаковљевића гробље)
Овде тико: почива
раба божиа
СТАНИКА
супруга покоиног: нике петровића
из горачића
која чесно поживи: 50: г.
а престависе 17-тог Априла у 1883: г.
бог дајој душу прости
оваи: надгробни знак: ударише
вељко и раденко
поштовани : синови : его
у 1883 : године
писа Млађен Раковић
из горачића
Споменик свештенику Илији Поповићу (†1886) (Горачићи – Кнежевића гробље)
Овде почива свјашћенојереј
ИЛИЈА Поповић
парох цркве Горачке
умре 1886 г. у 29 години.
Ја сам минуо,
неситој смрти у чашицу линуо.
Овде моје тело, па и чело труне,
затворене очи уса[х]нуле давно,
оголело кошћу моје чело равно;
са образа живи топал румен пао
што се некад лепо насмејати знао.
Уса[х]ну поток мојих бурних дана,
[х]раст живота мога остаде без грана.
Само стара остала ми мајка
за мном кука сваког бјелог данка.
Ви што стојите овде ви сте живи и радни
а ја сам у гробу као камен ладни.
Ви се брате шалте до неба ви равно
а моје се срце умирило давно.
И на месту овом лего сам у раку
Тако теку дани човечијем веку.
Што е било ние више.
сад цвет ми ние мио ко некада
да га сада мећем ја на моје груди.
Мирис цвета више ме не буди.
Поветарац што гранчице њише
птице лузи сви ме оставише.
(...)
Споменик Мијаилу Дуњићу (†1888) (Каона – крај цркве)
У овом мрачном гробу,
почивају, земни остаци
пред крамом Божим
блажено упокоеног
Г[осподина]  МИЈАИЛА ДУЊИЋА
учитеља школе Каонске,
који је 16 год. служио Државу
као учитељ омладине србске.
најпреје био у Лукову учитељ 2 год.
у округу црноречком
а 14 год. провео је у Каони
Гдије и кости оставијо.
Покојник је рођен 1855 год,
у Доброселици, окр. Ужички.
А среза Златиборског.
Овај одлични наставник дошао је
до своје учитељске службе
из простачке колибе,
кои је послужујући дошао,
до свог звања.
Тек ми радња, унапредак, пође
А конац смрти, и судбина дође,
те моје тело, сложи овде,
6: марта 1888. год.
Бог даму Душу прости
Оваи надгробни спомен,
подиже му
његова верна супруга Стајка
и синови Стеван и Богдан
и кћер Мирка
Писа Младен Раковић
из Горачића с, р.
Споменик Милићу Ружичићу (†1893) (Горачићи – Ружичића гробље)
О шарен спомене
ладни камене
кои свакоме срце храбриш
што овде показујеш место
сарањеног од 34 год.
МИЛИЋА РУЖИЋИЋА
уваженог грађанина
и бившег кмета села Горачића
кои погибе 20 фебруара 1893. год.
пред судницом општине горачке
од браће небраће либерала
српски дахија
Нема живота без слободе.
Благо оном кои ваком смрћу умре.
Лака земљо која га покриваш
својом те је откупио крвљу.
(...)
Споменик Јанку Стевановићу (†1893) (Горачићи – Сјеничића гробље)
Ево гроба неизбежна двора
ђе с одмара тело од умора
срца млада што за правду страда
ЈАНКО СТЕВАНОВИЋ
поштовани грађанин
овог села Горачића
бив. Војник
у српско турском рату 1876 и 7 и 8 год.
који часно поживи 35 год
а погибе 20 фебруара 1893 год.
пред судницом општине горачке
од војничких пушака.
Нас 18 жртви
паде за владе либералне партије
(...)
Споменик браћи Басарић: Авраму (†1893) и Јеврему (†1893) (Губеревци – Ћендића гробље)
АВРАМ И ЈЕФРЕМ
погибоше браћа Басарићи
Шарен спомене
ладни камене
кои сваком срце храбриш
што овде показујеш
место сарањеног
од 25 година
АВРАМА БАСАРИЋА
из Губереваца
бившег војника сталног кадра
кои погибе 20 фебруара 1893. год.
код суднице оп. Горачке
од браће српске војске
а на тугу целој фамилији
и осталој Србији
Тек што почесмо радити
очевину храбрити
ал покоси нас смртна коса
не пожали што је роса
покојног
ЈЕВРЕМА БАСАРИЋА
из Губереваца
бившег војника
сталног кадра
кои поживи 27 год.
а погибе 20 фебруара 1893. год.
код суднице оп. Горачке од браће
српске војничке трупе
а на тугу својој фамилији
(...)
Споменик Миљку Николићу (†1893)  (Губеревци – Кнежевића гробље)
Овде леже кости
невина и срца млада
што за правду страда
МИЉКА НИКОЛИЋА
из Губереваца
кои у најлепшем цвету од 26 год.
погибе од пушака војничкије
под владом либералном
код Горачке суднице
20 фебруара 1893. г.
(...)
Споменик Ранку Милутиновићу (†1893)  (Живица – Чукар)
Ево гроба ево мрачна двора
где с одмара тело од умора
РАНКА МИЛУТИНОВИЋА
из Живице
уваженог грађанина
и бившег кмета
кои часно поживи 31 г.
а борећи се за радикалну странку
и чувајући општинско добро
погибе пред судницом оп[штине] Горачке
20. фебруара 1893. год.
од небраће либерала.
Бог да му душу прости.
(...)
Споменик Максиму Цогољевићу (†1893) (Губеревци – Плазинића гробље)
О шарени спомене
ладни камене
који свакоме срце храбриш
што овде показујеш
место сарањеног
од 85 год.
МАКСИМА ЦОГОЉЕВИЋА
из Губереваца
који задоби пушчану рану
код цркве и суднице горачке
20 фебруара 1893 год.
од браће небраће либерала
српски дахија
а издану 7 марта 1893 г.
Нема живота без слободе
Благо ономе
који оваквом смрћу умре
лака земљо која га покриваш
својом те је откупио крвљу
(...)
Споменик Миливоју Миливојевићу (†1894) (Пшаник – Титма)
Овде почива раб Божи
МИЛИВОЈЕ МИЛОЈЕВИЋ
из Пшаника
кои поживи 70, г,
а престависе, 24 фебруара 1894. год.
Омили роде, и моје коншије, и пријатељи,
непожалте свога труда,
и своје дангубе,
станите, и прочитајте,
овај надгробни надпис,
коије, више пута, узабран,
опш[тине] котр[ашке] за преседника,
изабрат, био, и за 24 год. кметовао.
Изабрат био, за велику
народну скупштину, 1868. г
и на више депутација је изабран био
као прва личнос опш: котр.
Под управом његовом,
као преседник, и заповедник
начинио је основну школу,
па и са дозволом парокије котр.
а са његовом заповешћу
и свештеника попа Милетом Јовановићем,
је и цркву, у селу Котражи, начинили,
и под управом свештеника Милете славио.
После његове смрти оставио је два сина,
пунолетна Марка и Лазара и његове унуке
Подигоше му овај споменик
његови синови са унуцима
и његовим снахама
Бог даму душу прости на вечном дану
Писа Млађен Раковић из Горач[ића]
Споменик Драгићу Драшковићу (†1894) (Горачићи – Петковића гробље)
Овде леже посмртни остаци
газда
ДРАГИЋА ДРАШКОВИЋА
трговца из Горачића
који је невино убијен у свом дому
16. марта 1894 г.
у својој 50 години живота.
О: проклето племе каиново
зар те јоште у свијету има,
те невине ти убијаш људе
опште проклетство,
прати злотворе Гријеха овог,
да их правда божија потамани
и на утјеху породице
Миљко Мунитлак из села Пресеке
главни злочинац убијен је у потери
као злотвор народни
а његов саучесник
Јеремија Јоровић из Живице
убијен је по пресуди 16 јуна 1895 г.
Ожалошћена породица
бога моли и у нади живи
да ће и остале злотворе
приређене смрти Драгићеве
јарко сунце проказати
и правда их божија казнити
За Драгићем целог живота жалиће
и божију правду изгледати
верна супруга Ката
и син Тихомир
браћа Тошо и Павле
синовац Мишо
са осталом многобројном родбином
и пријатељима.
Споменик Танаску Петровићу (†1896) (Горачићи – Ружичића гробље)
О сродници српски читетељи
не пожалте труда свога
што ћеш стати и читати
гди почива раб божи
ТАНАСКО Петровић
уважени грађанин
и житељ овог села Горачића
кои од своег рођења
часно поживи 80 год.
и престави се у вечност
18 јануара 1896 год.
Бог да му душу прости.
Овај му спомен подигоше
његови синови
Милан Вељко Милосав
Видосав и Радосав
своме оцу за знак гроба
док је српског рода у 1897. г.
Писо Млађен Раковић.
Не клони се гроба човече
смртна коса која ме посече
свакога ће када Господ рече
познато је да ћемо умрети
и са собом ништа не понети
до скрштене на грудима руке
и праведна дела своје.
Зато браћо да се покајемо
после смрти покајања нема.
Споменик Илији Шулубуровићу (†1898) (Лиса – Шулубуре)
О љубезни Србски роде
стани мало овде, да разумеш
кога ова ладна земља скрива
дична Срба
ИЛИЈУ ШУЛУБУРОВИЋА
бившег преседника
и главног домаћина
овог села Лисе
и ратоборца
у српско-турском рату
1876 и 7 и 8. год.
коије чесно поживијо
са својим суграђанима 53. год.
А престависе у вечност
14. марта 1898. год.
Бог даму душу прости
Овај спомен показује и
Његова оца
ЈОКСИМА ШУЛУБУРЕ:
коије Сарањен у Ужицу 1872. г.
Овај му спомен
Подигоше његов поштовани брат Симо
и синови Миљко и Милован.
свом оцу за знак Гроба
док је српског рода.
и супруга Миљка.
1898. г.
Писа Млађен Раковић из Горачића
Споменик Мијаилу Ружичићу (†1900) (Горачићи – Ружичића гробље)
О љубезни брате
тешко ли је умрети од ватре
у своје старости 62 годин.
МИЈАИЛО РУЖИЧИЋ
житељ овог села горачића
погибе у својој кући
незнајући од кога је огњем
тело искићено (...)
жалосно је видети кад кућа горија
и ватра му кости топи
а од костију суви угљен твори
и овде у гробу сарањен
20 октомбра 1900 год
(...)
Споменик Драгићу Радосавчевићу (†1905) (Горачићи – Черговиште)
Авај свету мој зелени цвету
одма постаг а одма ме неста
душа моја сад у рају бива
а тело ми мати земља скрива.
ДРАГИЋА
од 9 год.
Син Милосава и Божике Радосавчевића
из Горачића
Ђака I разреда основне школе.
Умро је 4. децембра 1905 год.
нажалост своје родбине и целе околине.
Овајму спомен подиже
његов отац Милосав
Радуј се прави,
а покај се грешни.
Рече Бог.